# Giuseppe Pericu
Giuseppe Pericu (Génova, 20 de outubro de 1937 – Génova, 13 de junho de 2022) foi um advogado e político italiano de centro-esquerda.

## Biografia
Nascido em Génova em 1937 de uma família natural de Ozieri, formou-se no curso de Direito e atuou como titular da cátedra de Direito administrativo na Universidade de Milão. Posteriormente, passou a lecionar a mesma matéria na Universidade de Génova.
Entre os anos de 1994 e 1996 foi deputado pelo Partido Socialista Italiano, e de 1997 até 2007 foi prefeito de Génova pelo centro-esquerda.
Depois ter deixado a pasta, aderiu ao Partido Democrático.

### Morte
Pericu morreu aos oitenta e quatro anos em Génova, em 13 de julho de 2022.